# Грёзы любви
«Грёзы любви» (фр. Le miracle de l'amour) — молодёжный телесериал, являющийся продолжением популярного ситкома «Элен и ребята» (фр. Hélène et les garçons).

## Сюжет
Элен и её компания перебрались из тесных комнат общежития жить вместе в один большой дом. А ребята сняли под репетиционное помещение новый гараж, так как хозяин старого решил его продать. Друзья не изменили своим привычкам и по-прежнему не прочь посидеть в кафе, позаниматься вместе спортом и порепетировать в новом гараже. Они, как никто, умеют влюбляться, ссориться, изменять и радоваться жизни. Вскоре, однако, Элен вынуждена покинуть веселую компанию и уехать в Австралию на лечение бабушки. Через год Николя получает письмо, в котором Элен признается, что влюбилась в другого…

## История создания
Идея с новым сериалом-продолжением оказалась удачной и на волне успеха продюсеры через 2 года решили «перевезти» героев на райский остров, где они продолжат свои приключения. Один из героев по имени Джимми выигрывает в лотерею и друзья улетают на «Каникулы любви» (фр. Les vacances de l'amour) — так называется третий сериал об Элен и её друзьях. К моменту переезда на остров Элен уже покинула свою компанию, актрисе просто нужно было отдохнуть от славы и ежедневных съемок. Но Элен вернулась и нашла ребят заметно повзрослевшими.
В 2011 году вышло продолжение — Тайны любви.

## В ролях
| В главных ролях (опенинг):                          | В главных ролях (опенинг):                          | Всего серий | Год 1995                             | Год 1996         | Ссылка на imdb      |
| В главных ролях (опенинг):                          | В главных ролях (опенинг):                          | Всего серий | (серии 1-109)                        | (серии 110-159)  | Ссылка на imdb      |
| --------------------------------------------------- | --------------------------------------------------- | ----------- | ------------------------------------ | ---------------- | ------------------- |
| Лали Меньян : Лали Палей                            | Лали Меньян : Лали Палей                            | 157         | 1-109                                | 110-116, 119-159 | Laly Meignan        |
|                                                     | фр. Laly Meignan : Laly Paoli                       | 157         | 1-109                                | 110-116, 119-159 | Laly Meignan        |
| Филипп Вассёр : Жозе Да Сильва                      | Филипп Вассёр : Жозе Да Сильва                      | 148         | 1-38, 42-89, 98-109                  | 110-159          | Philippe Vasseur    |
|                                                     | фр. Philippe Vasseur : José Da Silva                | 148         | 1-38, 42-89, 98-109                  | 110-159          | Philippe Vasseur    |
| Лора Гибер : Бенедикт Бретон                        | Лора Гибер : Бенедикт Бретон                        | 144         | 1-98, 101                            | 114-159          | Laure Guibert       |
|                                                     | фр. Laure Guibert : Bénédicte Breton                | 144         | 1-98, 101                            | 114-159          | Laure Guibert       |
| Оливье Казадезю/Севестр : Оливье Лежандр            | Оливье Казадезю/Севестр : Оливье Лежандр            | 143         | 1-38, 41-44, 47-109                  | 110-158          | Olivier Casadesus   |
|                                                     | фр. Olivier Casadesus/Sevestre : Olivier Legendre   | 143         | 1-38, 41-44, 47-109                  | 110-158          | Olivier Casadesus   |
| Себастьен Куриво : Себастьян                        | Себастьен Куриво : Себастьян                        | 130         | 1-27, 32-38, 41-109                  | 110-136          | Sébastien Courivaud |
|                                                     | фр. Sébastien Courivaud : Sébastien                 | 130         | 1-27, 32-38, 41-109                  | 110-136          | Sébastien Courivaud |
| Линда Лакосте : Линда Карлик                        | Линда Лакосте : Линда Карлик                        | 125         | 26-35, 38-109                        | 110-159          | Lynda Lacoste       |
|                                                     | фр. Lynda Lacoste : Linda Carlick                   | 125         | 26-35, 38-109                        | 110-159          | Lynda Lacoste       |
| Мануэла Лопез : Аделина Рокье, называемая «Мануэла» | Мануэла Лопез : Аделина Рокье, называемая «Мануэла» | 120         | 1-8, 10-28, 60-64, 66-109            | 110-159          | Manuela Lopez       |
|                                                     | фр. Manuela Lopez : Adeline Roquier, dite «Manuela» | 120         | 1-8, 10-28, 60-64, 66-109            | 110-159          | Manuela Lopez       |
| Николя Бикьяло : Кристоф                            | Николя Бикьяло : Кристоф                            | 78          | 1-38, 41-83                          |                  | Nicolas Bikialo     |
|                                                     | фр. Nicolas Bikialo : Christophe                    | 78          | 1-38, 41-83                          |                  | Nicolas Bikialo     |
| Карин Лоллишон : Натали                             | Карин Лоллишон : Натали                             | 77          | 5-109                                | 110-159          | Karine Lollichon    |
|                                                     | фр. Karine Lollichon : Nathalie                     | 77          | 5-109                                | 110-159          | Karine Lollichon    |
| Патрик Пьюдеба : Николя Вернье                      | Патрик Пьюдеба : Николя Вернье                      | 74          | 1-4, 6-8, 11-38, 41-44, 47-65, 70-84 |                  | Patrick Puydebat    |
|                                                     | фр. Patrick Puydebat : Nicolas Vernier              | 74          | 1-4, 6-8, 11-38, 41-44, 47-65, 70-84 |                  | Patrick Puydebat    |

## Эпизоды
Всего за время эфира вышло 159 эпизодов.